# فينس جليونا
فينس جليونا (4 فبراير 1906 – 31 أكتوبر 1973) هو ملاكم كندي راحل، مثّل بلاده في الألعاب الأولمبية الصيفية 1928.

## روابط خارجية
فينس جليونا على موقع أوليمبيديا (الإنجليزية)